# إيفرارد هوم
السير إيفرارد هوم، بارونيت أول (بالإنجليزية: Everard Home)‏ زميل الجمعية الملكية (مواليد 6 مايو 1756 في كينغستون أبون هال، وتوفي 31 أغسطس 1832 في لندن) هو جراح بريطانيّ راحل.
ولد هوم في كينغستون أبون هال وتلقى تعليمه في مدرسة ويستمنستر. تحصّل على منحة في كلية الثالوث بجامعة كامبريدج، إلا أنه قرر أن يصبح تلميذًا لأخيه غير الشقيق جون هنتر في مستشفى سينت جورج. تزوج جون هنتر شقيقة هوم، الشاعرة والمجتمعية آن هوم في يوليو 1771. وقد ساعد هوم هانتر في العديد من دراساته التشريحية، وفي خريف 1776، شرح جزء من مجموعة هنتر. وتوجد بعض الأدلة المهمة على سرقة هوم لبعض أعمال هنتر، أحيانًا بصورة مباشرة، وأحيانًا أخرى بصورة غير مباشرة، كما عمل على تدمير أبحاث أخيه بطريقة ممنهجة لإخفاء الأدلة على سرقاته.
بعد توثيقه من قبل مجلس الجراحين عام 1778، عين هوم كجراح مساعد في المستشفى البحرية في بليموث. ثم رقّي إلى رتبة أعلى في مستشفى سينت جورج، ثم أصبح جراح للملك عام 1808 ثم جراح في مستشفى تشيلسي عام 1821.
ويعد هوم هو أول من وصف المخلوق الحفري 'إكتيوصور') الذي اكتشف بالقرب من ليم ريجيس بواسطة جوزيف آننغ وماري آننغ عام 1812. كما تبع جون هنتر في معتقده بأن أصوله قد ترتبط مع السمك. ويعود له الفضل أيضًا في أول الدراسات المتعلقة بتشريح خلد الماء وملاحظة عدم كونها ولودية، وافترض أنها تضع البيض. نشر هوم بغزارة عن تشريح البشر والحيوانات.
سمي نوع سلحفاة سلحفاة المنزل مفصلية الظهر بل، 1827 على شرفه.
انتخب كزميل الجمعية الملكية عام 1787، ومحاضرته الكرونية كثيرًا في الفترة بين 1793 و1829 وحصل على وسام كوبلي عام 1807. وانتخب أيضًا كعضو شرفي أجنبي في الأكاديمية الأمريكية للفنون والعلوم عام 1832.
برز ابنه جيمس إفيرارد هوم كضابط في البحرية الملكية البريطانية.